# Heimstettener See

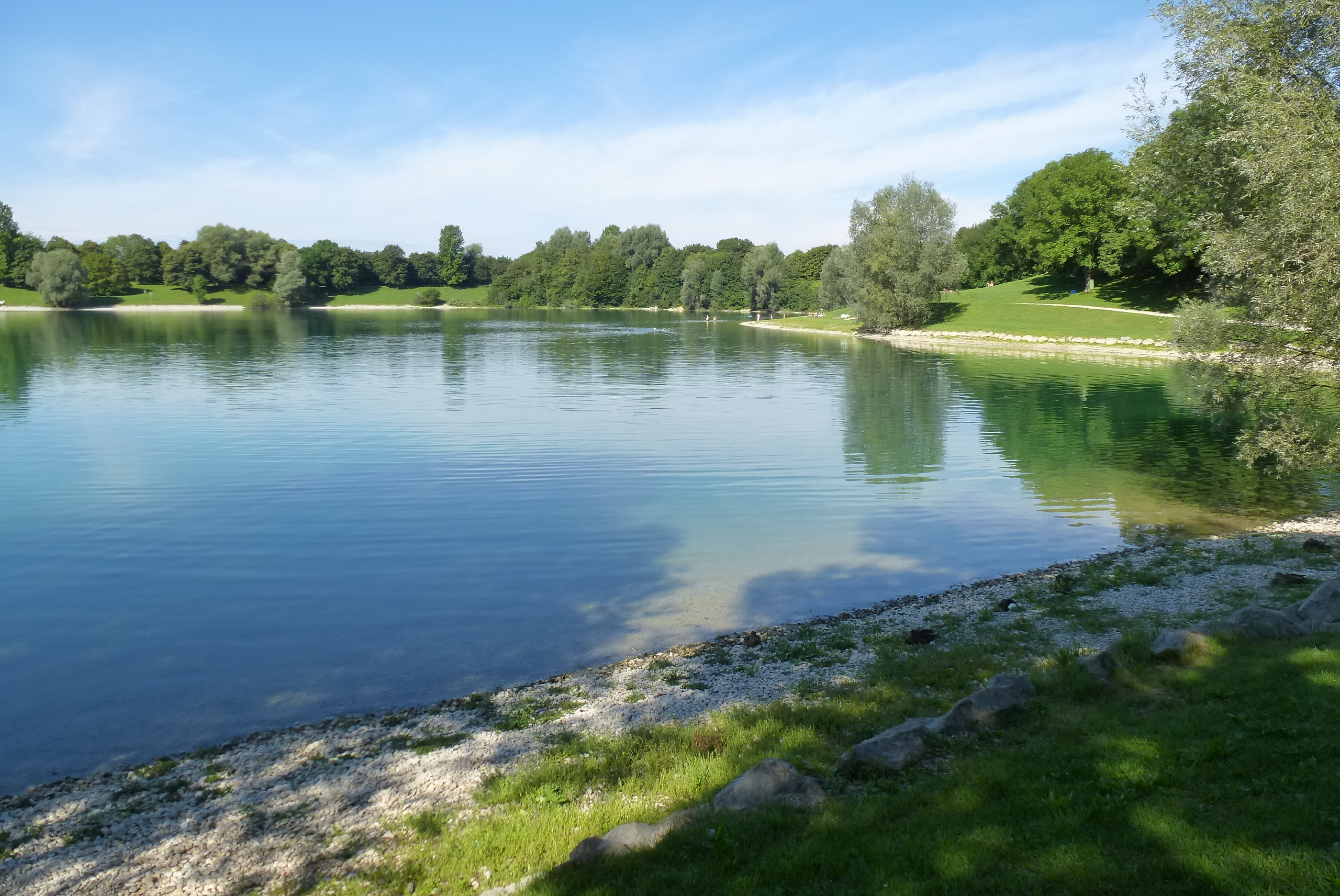
Der Heimstettener See vom Ufer aus gesehen

Der Heimstettener See befindet sich östlich von München in der Münchner Schotterebene auf dem Gebiet der Gemeinden
Kirchheim (im namensgebenden Ortsteil Heimstetten), Aschheim und Feldkirchen. Er wird bei den Einheimischen und in der Umgebung mit dem Namen Vidschä bezeichnet (nicht Fidschi!), was von einem früheren Baggerführer namens Vilatschko abgeleitet ist, der im dortigen Kieswerk arbeitete.

## Beschreibung
Der Grundwassersee entstand zwischen 1937 und 1938 nach dem Ende des von der Reichsbahn betriebenen Kiesabbaus auf dem Gelände. Heute ist der rundum als Erholungsgebiet umgestaltete 11,1 ha große Baggersee ein beliebter Badesee. Er ist an der tiefsten Stelle bis zu 12,5 m tief.
Am Heimstettener See ist während der Badesaison vom 1. Mai bis 30. September das Mitbringen von Tieren sowie das Radfahren verboten. Am Nordufer befindet sich die Gaststätte Heimstettener See mit Biergarten, die in den Sommermonaten geöffnet ist. Eine Station der Wasserwacht ist ebenfalls vorhanden und an Wochenenden sowie Feiertagen besetzt. In den Wintermonaten ist das Betreten der Eisfläche untersagt; dennoch wird im Nordteil viel Eislaufen und Eisstockschießen betrieben. Am Südufer dagegen bleibt auch bei großer Kälte meist ein Streifen des Sees offen, weil dort das um einige Grad wärmere Grundwasser in den See nachfließt.
Auf der 6,9 ha großen Liegefläche gibt es viel Platz, Bäume bieten Schatten.
Unmittelbar westlich des Heimstettener Sees und nur durch einen Erdwall von diesem getrennt befindet sich eine noch aktive Kiesgrube der Deutschen Bahn.
Im Zuge der Landesgartenschau in Kirchheim 2024 sollten unter anderem die Sanitäranlagen sowie die Wege um den See erneuert und ausgebaut werden. Diese Sanierungsarbeiten verzögern sich allerdings bis mindestens Ende 2025.